# Ricardo Massanet
Ricardo Massanet Laureano (11 gennaio 1998) è un pallavolista portoricano, libero dei Cafeteros de Yauco.

## Biografia
È il fratello minore dell'ex pallavolista Stephanie Massanet. 

## Carriera

### Club
La carriera di Ricardo Massanet inizia nei tornei scolastici portoricani, giocando per il Colegio Notre Dame. Dopo il diploma partecipa invece alla Liga Atlética Interuniversitaria de Puerto Rico con la Católica. Fa il suo debutto nella pallavolo professionistica partecipando alla Liga de Voleibol Superior Masculino 2019 coi Cafeteros de Yauco: dopo la cancellazione del campionato portoricano nel 2020, approda per la prima volta all'estero, disputando lo NVA Showcase 2020 e la NVA 2021 con gli LA Blaze.
Nella stagione 2021 torna in forza ai Cafeteros de Yauco, mentre torna a difendere i colori degli LA Blaze per la NVA 2022, prima di essere nuovamente impegnato coi Cafeteros de Yauco nella Liga de Voleibol Superior Masculino 2022, venendo premiato come rising star del torneo. Partecipa a un altro campionato NVA coi neonati Puerto Rico Pythons, facendo quindi ritorno alla franchigia di Yauco per la Liga de Voleibol Superior Masculino 2023.

### Nazionale
Nel 2023 fa il suo esordio nella nazionale portoricana in occasione della NORCECA Final Four, dove vince la medaglia di bronzo.

## Palmarès

### Nazionale (competizioni minori)
- NORCECA Final Four 2023

### Premi individuali
- 2022 - Liga de Voleibol Superior Masculino: Rising star